# Jean
Jean ist ein englischer weiblicher [dʒiːn] und ein französischer männlicher [ʒɑ̃ː] Vorname sowie ein Familienname.

## Herkunft und Bedeutung
Jean ist die französische Form von Johann und Johannes bzw. die englische Form von Johanna. Er ist einer der häufigsten Vornamen in Frankreich und bedeutet „der Herr (JHWH) ist gnädig“ / „der Herr hat Gnade erwiesen“.

## Namensträger

### Heiligenname
- Saint-Jean

### Herrschername
- Jean von Nassau (1921–2019), Großherzog von Luxemburg

### Vorname

#### Männlich

##### A
- Jean Alesi (* 1964), französischer Automobilrennfahrer
- Jean-Hugues Anglade (* 1955), französischer Schauspieler
- Jean Anouilh (1910–1987), französischer Dramatiker
- Jean d’Artois, comte d’Eu (1321–1387), Graf von Eu

##### B
- Jean Georges Baer (1902–1975), Schweizer Naturforscher
- Jean Bart (1650–1702), Korsar aus Flandern
- Jean de Beaumont-Gâtinais (≈1190–1255), Herr von Villemomble und Großkämmerer von Frankreich
- Jean Becker (1833–1884), deutscher Konzertmeister
- Jean Béluze oder Beluze (1793–1869), französischer Rosenzüchter
- Jean-Auguste Berthaut (1817–1881), französischer Militär und Politiker
- Jean de Bertrand († 1432), von 1408 bis 1418 Bischof von Genf und von 1418 bis 1432 Erzbischof von Tarentaise
- Jean de Béthune (dt.: Johann von Béthune; † 1219), Bischof von Cambrai (Johann III.) aus dem Haus Béthune
- Jean Biondi (1900–1950), französischer Politiker und Résistance-Kämpfer
- Jean Blondel (1929–2022), französischer Politologe
- Jean Bodel (≈ 1165–1209), französischer Spielmann und Dichter
- Jean Bodin (1529–1596), französischer Staatsphilosoph
- Jean Bonal (1925–2004), französischer Jazzgitarrist
- Jean Jacques de Bougie (1655–1744), Feldmarschall im Regiment Collonel
- Jean de Bougy (1617–1658), französischer General
- Jean Bouise (1929–1989), französischer Schauspieler
- Jean VIII. de Bourbon, comte de Vendôme (1428–1478), Graf von Vendôme
- Jean Bourgoin (1913–1991), französischer Kameramann
- Jean Breuer (1938–2025), deutscher Radrennfahrer
- Jean de Brogny (≈1342–1426), Kardinalbischof von Ostia, Erzbischof von Arles und Bischof von Genf und Viviers

##### C
- Jean Carmet (1920–1994), französischer Schauspieler
- Jean de Chambrier (1686–1751), Neuenburger Diplomat und Gesandter
- Jean Charlot (1898–1979), französischer Künstler
- Jean Chassagne (1881–1947), französischer Automobilrennfahrer und Jagdflieger im Ersten Weltkrieg
- Jean Chrétien (* 1934), kanadischer Politiker
- Jean de Clermont († 1356), Herr von Chantilly und ein Marschall von Frankreich aus dem Haus Clermont
- Jean Cocteau (1889–1963), französischer Schriftsteller, Regisseur und Maler
- Jean Corriveau (* 1958), kanadischer Freestyle-Skier
- Jean Courtecuisse (≈1350–1423), Dekan der theologischen Fakultät der Sorbonne und Kanzler von Notre-Dame
- Jean Cron (1884–1950), Schweizer Unternehmer und Erfinder

##### D
- Jean Daniélou (1905–1974), katholischer Theologe, Jesuitenpater und Kardinal
- Jean-Louis Debré (1944–2025), französischer Politiker (UMP) und Jurist
- Jean-Maurice Dehousse (1936–2023), belgischer Politiker (PS)
- Jean Dréville (1906–1997), französischer Filmregisseur und Drehbuchautor
- Jean de Dunois (1402–1468), Großkämmerer von Frankreich

##### F
- Jean Ferrat (1930–2010), französischer Sänger und Komponist
- Jean Fournet (1913–2008), französischer Dirigent

##### G
- Jean Gabin (1904–1976), französischer Schauspieler und Chansonnier
- Jean Galfione (* 1971), französischer Stabhochspringer
- Jean Paul Gaultier (* 1952), französischer Modeschöpfer
- Jean Gaupillat (1891–1934), französischer Automobilrennfahrer und Unternehmer
- Jean Genet (1910–1986), französischer Schriftsteller und Dramatiker
- Jean Giraud (1938–2012), französischer Comiczeichner
- Jean Giraudoux (1882–1944), französischer Schriftsteller und Berufsdiplomat
- Jean Grave (1854–1939), französischer Anarchist

##### H
- Jean de Homedes y Coscon (eigentlich Juan de Homedes; 1477–1553), 47. Großmeister des Malteserordens (1536 bis 1553)

##### J
- Jean Jaurès (1859–1914), französischer sozialistischer Politiker
- Jean de Joinville (auch Johann von Joinville; 1224/25–1317), Herr von Joinville und Seneschall der Grafschaft Champagne
- Jean Jülich (1929–2011), deutscher Widerstandskämpfer

##### K
- Jean Kerléo (1932–2025), französischer Parfümeur und Gründer des Duftarchivs Osmothèque in Versailles
- Jean Pierre Kraemer (* 1980), deutscher Moderator, Unternehmer und Webvideoproduzent

##### L
- Jean de La Balue (1421–1491), Kardinal und Minister unter Ludwig XI. (Frankreich)
- Jean de La Fontaine (1621–1695), französischer Schriftsteller
- Jean Laffay (1794–1878), französischer Rosenzüchter
- Jean Laffite (1780–1826), französischer Freibeuter
- Jean Maximilien Lamarque (1770–1832), französischer General und Politiker
- Jean Lang (1921–2016), französischer Ingenieur und Industriemanager
- Jean Laplanche (1924–2012), französischer Psychoanalytiker und Autor

##### M
- Jean Maitron (1910–1987), französischer Historiker
- Jean Mandel (1911–1974), Mitbegründer des Landesverband der Israelitischen Kultusgemeinden in Bayern
- Jean Mannheim (1863–1945), deutsch-US-amerikanischer Maler
- Jean Marteilhe (≈1684–1777), französischer Galeerensträfling, verurteilt wegen seines evangelischen Glaubens
- Jean Martin (1922–2009), französischer Schauspieler
- Jean-Remy von Matt (* 1952), deutscher Werber
- Jean Mendiondou (1885–1961), französischer Politiker und Widerstandskämpfer
- Jean Meneses (* 1993), chilenischer Fußballspieler
- Jean de Meung (1240–1305), französischer Dichter
- Jean Michel († 1468), 1466 Bischof von Mondovì und von 1466 bis 1468 Bischof von Lausanne
- Jean Michel (1430/35–1501/02), französischer Autor und Dramaturg
- Jean Moreau de Séchelles (1690–1760), französischer Politiker, Verwalter und Finanzminister
- Jean Raphael Vanderlei Moreira (* 1986), brasilianischer Fußballspieler
- Jean de Murol († 1399), von 1378 bis 1385 Bischof von Genf, ab 1385 Kardinal und von 1385 bis 1388 Bischof von Saint-Paul-Trois-Châteaux

##### N
- Jean Neuberth (1915–1996), französischer Maler

##### O
- Jean Odin (1889–1975), französischer Politiker
- Jean d’Orléans, duc de Guise (1874–1940), Chef des Hauses Orléans
- Jean d’Outremeuse (ursprünglich Jean des Preis; 1338–1400), belgischer Kleriker und Chronist

##### P
- Jean Paul, eigentlich Johann Paul Friedrich Richter (1763–1825), deutscher Schriftsteller
- Jean Pellissier (1972–2023), italienischer Skibergsteiger
- Jean Pernet (1832–1896), französischer Rosenzüchter
- Jean Perrot (1889–1976), französischer Politiker
- Jean Poiret (1926–1992), französischer Schauspieler
- Jean-Raymond Pourtier (* 1954), französischer Freestyle-Skier, siehe Nano Pourtier
- Jean Price-Mars (1876–1969), haïtianischer Mediziner, Ethnologe, Autor und Diplomat
- Jean Pütz (* 1936), deutscher Wissenschaftsjournalist und Fernsehmoderator

##### R
- Jean Racine (1639–1699), Autor der französischen Klassik
- Jean Reno (* 1948), französischer Schauspieler
- Jean Roberti (1569–1651), Jesuit aus Flandern
- Jean de Rochetaillée († 1437), Patriarch von Konstantinopel, Bischof von Genf und Paris, Erzbischof von Rouen und Administrator des Erzbistums Besançon
- Jean de Rossillon († verm. 1341), von 1323 bis 1341 Bischof von Lausanne
- Jean Ruhland (1834–1907), deutscher Unternehmer und Mitglied des Reichstags

##### S
- Jean Sarrasin (oder Sarrazin, lat.: Johannes Sarracenus; † nach 1258), Hofbeamter des französischen Königs Ludwig IX. dem Heiligen
- Jean Servais (1910–1976), belgischer Schauspieler
- Jean Soro (* 1963), ivorischer Nationalspieler und zweimaliger Teilnehmer als Nationaltrainer an der FIFA-Beachsoccer-Weltmeisterschaft
- Jean Soubeyran (1921–2000), französischer Pantomime, Schauspieler, Regisseur, Choreograf, Professor und Autor
- Jean Sprenger (1912–1980), deutscher Bildhauer

##### T
- Jean Tigana (* 1955), französischer Fußballspieler und Trainer
- Jean Toche (1932–2018), belgisch-amerikanischer Künstler und Dichter

##### V
- Jean Val Jean, geb.  Emmanuel Delcour (* 1980), französischer Küchenchef, Personal Trainer und ehemaliger Pornodarsteller
- Jean Vallée (1941–2014), belgischer Sänger
- Jean de Valois, duc de Berry (Jean de Berry, Jean le Magnifique; 1340–1416), Herzog von Berry und Auvergne, Graf von Poitiers und Montpensier
- Jean de Vienne (1341–1396), französischer Ritter und Admiral während des hundertjährigen Krieges

##### W
- Jean Winterich (1886–1931), deutscher Politiker

##### X
- Jean Xhenceval (* 1945), belgischer Automobilrennfahrer

##### Y
- Jean Yanne (1933–2003), französischer Schauspieler, Regisseur und Drehbuchautor

##### Z
- Jean Ziegler (* 1934), Schweizer Soziologe

#### Weiblich
- Jean Arthur (1900–1991), US-amerikanische Schauspielerin
- Jean Biedermann (* 1980), deutsche Popsängerin, Schauspielerin und Synchronsprecherin, siehe Jeanette Biedermann
- Jean Craighead George (1919–2012), US-amerikanische Schriftstellerin
- Jean Harlow (1911–1937), US-amerikanische Schauspielerin
- Jean Jensen (1935–2021), britische Schwimmerin
- Jean Kittrell (1927–2018), US-amerikanische Jazzmusikerin
- Jean Lave (* 19**), US-amerikanische Ethnographin, Soziologin und Anthropologin
- Jean Liedloff (1926–2011), US-amerikanische Autorin
- Jean Marsh, OBE (1934–2025), britische Film- und Theaterschauspielerin sowie Drehbuchautorin
- Jean Moore (1933–2016), australische Politikerin
- Jean Nissan (* ≈1922), britische Kryptoanalytikerin
- Jean Seberg (1938–1979), US-amerikanische Schauspielerin
- Jean Simmons (1929–2010), britisch-amerikanische Schauspielerin
- Jean Stapleton (1923–2013), US-amerikanische Schauspielerin
- Jean Stein (1934–2017), US-amerikanische Autorin und Herausgeberin
- Jean Stothert (* 1954), US-amerikanische Politikerin
- Jean Webster (1876–1916), US-amerikanische Schriftstellerin und Journalistin

### Familienname
- Al Jean (* 1961), US-amerikanischer Drehbuchautor und Produzent
- Alain Jean-Marie (* 1945), französischer Pianist
- Alexandre St-Jean (* 1993), kanadischer Eisschnellläufer
- Andrew Jean-Baptiste (* 1992), US-amerikanisch-haitianischer Fußballspieler
- Aurore Jean (* 1985), französische Skilangläuferin
- Bernard Jean (1948–2017), kanadischer Oboist und Musikpädagoge
- Bernard A. Jean (1925–2012), kanadischer Politiker
- Cassandra Jean (* 1985), US-amerikanische Schauspielerin
- Christiane Jean (* 1959), französische Schauspielerin
- Clarissa Jean-Philippe (1988–2015), französische Polizistin, siehe Geiselnahme an der Porte de Vincennes#Verlauf
- Claude Jean-Prost (1936–2018), französischer Skispringer
- Corentin Jean (* 1995), französischer Fußballspieler
- Danley Jean Jacques (* 2000), haitianischer Fußballspieler
- Dany Jean (* 2002), haitianischer Fußballspieler
- Désinord Jean (* 1967), haitianischer Geistlicher, Bischof von Hinche
- Edmond Aman-Jean (1858–1936), französischer Maler
- Élisabeth Laforest-Jean (* 1988), kanadische Biathletin
- Elsa Jean (* 1996), US-amerikanische Pornodarstellerin
- Émile Jean-Fontaine, französischer Segler
- Enex Jean-Charles (* 1960), haitianischer Politiker
- Ernst Jean-Joseph (1948–2020), haitianischer Fußballspieler
- Frédéric Jean (* 1983), französischer Biathlet
- Fritz Jean (* 1956), haitianischer Ökonom, Autor und Politiker, Staatspräsident ab 2022
- Gauscelin de Jean († 1348), französischer Geistlicher, Kardinalbischof von Albano
- Gérard Jean-Juste (1949–2009), haitianischer Priester und Theologe
- Gloria Jean (1926–2018), US-amerikanische Schauspielerin und Sängerin
- Hubert Jean (* 1996), seychellischer Fußballspieler
- Jayro Jean (* 1998), haitianischer Fußballspieler
- Jean-Victor Harvel Jean-Baptiste, haitianischer Diplomat und Außenminister
- Jimmy Jean-Louis (* 1968), haitianischer Schauspieler und Model
- Joseph Jean (1890–1973), kanadischer Politiker
- Karine Jean-Pierre (* 1974), französisch-US-amerikanische Politikerin
- Kenneth Jean (* 1951), US-amerikanischer Dirigent
- Kerby Jean-Raymond (* 1986), US-amerikanischer Modedesigner
- Kyle Jean-Baptiste († 2015), US-amerikanischer Musicaldarsteller
- Livio Jean-Charles (* 1993), französischer Basketballspieler
- Lou Jean (* 2004), französische Sängerin
- Lucien Jean-Baptiste (* 1964), französischer Schauspieler, Synchronsprecher und Regisseur
- Marcel Jean (1900–1993), französischer Bildender Künstler und Autor des Surrealismus
- Marianne Jean-Baptiste (* 1967), britische Schauspielerin, Drehbuchautorin und Komponistin
- Marie-Denise Fabien Jean-Louis (* 1944), haitianische Ärztin und Regierungsbeamtin
- Marie-France Jean-Georges (* 1949), französische Skirennläuferin
- Marie-Josephe Jean-Pierre (* 1975), mauritische Badmintonspielerin
- Mark Jean, US-amerikanischer Regisseur, Autor und Filmproduzent
- Max Jean (* 1943), französischer Rennfahrer
- Michaëlle Jean (* 1957), kanadische Politikerin und Journalistin
- Michel Jean (* 1960), kanadischer Autor, Journalist und Nachrichtensprecher
- Mulern Jean (* 1992), US-amerikanisch-haitianische Leichtathletin
- Nicolas Jean-Prost (* 1967), französischer Skispringer
- Norma Jean (Sängerin) (* 1938), US-amerikanische Country-Sängerin
- Olivier Jean (* 1984), kanadischer Shorttracker
- Oriane Jean-François (* 2001), französische Fußballspielerin
- Pierre St. Jean (Politiker) (Pierre Saint Jean; 1833–1900), kanadischer Mediziner und Politiker
- Pierre St. Jean (Gewichtheber) (Pierre Saint Jean; * 1943), kanadischer Gewichtheber
- Raymond Jean (1925–2012), französischer Schriftsteller
- Samuel Laforest-Jean (* 1990), kanadischer Biathlet
- Shemar Jean-Charles (* 1998), US-amerikanischer American-Football-Spieler
- Vadim Jean (* 1963), britischer Filmregisseur und -produzent
- Victor Jean (1874–1953), französischer Politiker
- Wyclef Jean (* 1969), haitianischer Musiker, Songwriter und Produzent
- Yves Jean-Bart (* 1947), haitianischer Fußballfunktionär

#### Als Pseudonym
- Jean-Charles (1922–2003), französischer Schriftsteller
- Jean Val Jean (* 1980), französischer Pornodarsteller und Küchenchef

## Nebenformen
- Réjean (im kanadischen Québec)
- Schängel (Koblenzer Verballhornung)
- Sjenge (Einwohner von Maastricht)
- Žan (slowenisch, kroatisch, serbisch)[1][2]

## Geographische Namen
- Jean, gemeindefreies Gebiet in Nevada.